# Dean Motter
Dean Motter es un ilustrador, diseñador y escritor que ha trabajado durante muchos años en Toronto, Canadá, Nueva York, y Atlanta. Motter es conocido por sus diseños para portadas de álbumes musicales, dos de los cuales han ganado el Premio Juno. También es el creador y diseñador de Mister X, uno de los cómics de la Nueva Ola más influyentes de los años 80.

## Primeros pasos de su carrera
Dean Motter empezó a interesarse por el dibujo desde una edad muy temprana, y sus padres, ambos artistas, le animaron en su vocación. Empezó a cursar estudios universitarios de bellas artes, pero perdió interés y prefirió dedicarse a la música. A finales de los años 70, Motter fue editor y director artístico de Andromeda, una serie canadiense de cómics que adaptaba trabajos de autores importantes de ciencia ficción, como Arthur C. Clarke y A.E. van Vogt. Durante este periodo, Motter y su colaborador Ken Steacy crearon The Sacred & The Profane (publicado en Star Reach), a la que Archie Goodwin se refirió como "la primera novela gráfica verdadera" en el mercado de los cómics. También colaboró en el diseño del libro póstumo de Marshall McLuhan, Laws of Media, e lustró varios libros educacionales para niños.
Motter consiguió notoriedad por sus portadas para discos durante su estancia como director artístico de CBS Records Canada, y más tarde en su propio estudio, Diagram Studios, y (tras el cierre de Diagram) Modern Imageworks. Sus portadas y dibujos promocionales (para artistas como The Nylons, Triumph, Loverboy, The Diodes, Liona Boyd, The Irish Rovers y Jane Siberry) han ganado varios premios. Motter ha sido nominado para el Premio Juno seis veces, y ha ganado dos: En 1983 al Mejor Diseño de un Álbum por su trabajo en el disco de Anvil Metal on Metal, y al año siguiente por el álbum Seamless, de The Nylons, junto a Jeff Jackson y Deborah Samuel.
En 1988, coescribió y dibujó la miniserie Shattered Visage para DC Comics, basada en la serie británica de TV, protagonizada por Patrick McGoohan, El Prisionero. Al año siguiente creó el logo y el diseño básico de portadas para la línea Piranha Press, publicada por DC.

## Años siguientes
Motter se mudó a Nueva York en 1990, donde actuó como director artístico y diseñador jefe para Byron Preiss Visual Publications (para quienes también editó una línea de novelas gráficas protagonizadas por Philip Marlowe). En 1993, se incorporó al equipo creativo de DC Comics, donde supervisó los diseños corporativos y licenciatarios de muchos de sus personajes. Volvió a la comunidad freelance en 1997, manteniendo a sus antiguos empleadores entre sus clientes más activos.
La aclamada serie, escrita por Motter y dibujada por Michael Lark para la línea Vertigo, Terminal City, y su secuela Terminal City: Aerial Graffiti, fueron nominadas a varios Premios Eisner y Premios Harvey durante su publicación (1996–1998).
Sus dibujos han aparecido en muchos cómics, notablemente en la adaptación de Classics Illustrated de The Rime of the Ancient Mariner, Batman: Gotham Knights, Grendel: Red, White and Black, John Constantine: Hellblazer y 9-11: Artists Respond, así como en el libro para niños Superman's First Flight, para Scholastic. Ha escrito historias para Superman Adventures, Star Wars Tales, Will Eisner's The Spirit, y Wolverine.
En 2001, Motter se reunió con Michael Lark para crear la galardonada novela gráfica Batman: Nueve vidas para DC Comics. Durante esta época también escribió e ilustró Electropolis para Image Comics.
Motter ha compilado y diseñado las retrospectivas Echoes: The Drawings of Michael Wm. Kaluta y The Thrilling Comic Book Cover Art of Alex Schomberg para Vanguard Productions, así como Mister X: The Archives (que incluye las reminiscencias de Motter y un nuevo final ilustrado) para Dark Horse Books.

## Vida personal
Dean Motter fue criado en la fe anglicana. Aunque es ateo, ve a la religión como una institución positiva, y ha comentado que "tiene valor y ha enriquecido la vida de las personas".